# Lago di Ancipa
Il lago di Àncipa, detto anche lago Sartori, è un bacino artificiale della Sicilia. Si trova sui monti Nebrodi, sulla strada tra Troina e Cerami, a cinque chilometri dal primo comune, e segna il confine tra il libero consorzio comunale di Enna e la città metropolitana di Messina.

## Storia
Il lago nacque in seguito alla costruzione di una diga (detta di "San Teodoro") a sbarramento del torrente Troina allo scopo di produrre energia elettrica. La sua costruzione finanziata dall'ESE avvenne negli anni tra il 1950 e il 1952 creando un invaso della capacità massima di 30 milioni di m³. I lavori vennero eseguiti dalle imprese Sogene e Lodigiani. Il 6 dicembre 1950 i lavori vennero funestati da una sciagura dovuta ad un'esplosione di grisou nella galleria in costruzione in prossimità della diga con ben 13 vittime alcune delle quali perite nel generoso tentativo di estrarre i compagni svenuti all'interno. In seguito l'acqua del lago è stata impiegata anche a scopo irriguo e ad uso potabile. L'attuale (2013) gestore è Enel S.p.A.
L'"Ancipa" costituisce una delle maggiori risorse per l'approvvigionamento idrico della Sicilia centrale, fornendo acqua potabile a 13 comuni della provincia ennese compreso il capoluogo e ad altre cittadine del Nisseno e del Catanese. Durante i periodi di siccità si sono verificati cali notevoli nel livello dell'acqua dell'Ancipa e nel 2006 si è ridotto a un solo milione di metri cubi provocando una gravissima crisi idrica in gran parte della Sicilia interna. Nel novembre 2024, dopo mesi di forte siccità, il volume d'acqua si è ridotto a meno di 290 mila metri cubi, creando forti tensioni tra le comunità il cui approvvigionamento idrico dipende dall'invaso.
Più recentemente il lago è stato oggetto di un cospicuo investimento che ha comportato la messa in sicurezza antisismica della diga mediante la realizzazione di alcuni contrafforti e l'irrobustimento del corpo diga con l'eliminazione delle lesioni prodottesi nel tempo. Il tutto ha rispristinato la capacità massima dell'invaso di 28 milioni di m³ al netto dell'interrimento. I lavori ebbero inizio nel 2009, affidati all'impresa Notari e comportarono anche il ripristino della galleria di adduzione dell'acqua alle centrali che era inattiva da moltissimo tempo. Nei primi mesi del 2012 Enel ha riavviato la produzione di energia elettrica, per un totale di oltre 50 GWh, delle centrali idroelettriche di Troina e Grottafumata che attingono le loro risorse idriche dalla diga di Ancipa.
Le acque dell'invaso sono trattate nell'impianto di potabilizzazione di Troina, gestito da Siciliacque, prima di essere immesse negli acquedotti delle città servite.
Legambiente ha ottenuto in gestione 17 ettari di territorio dell'Enel in cui organizza varie iniziative per avvicinare le persone alla natura.

## Flora e fauna
È circondato da boschi di faggi e roverelle, che ospitano un gran numero di forme di vita.

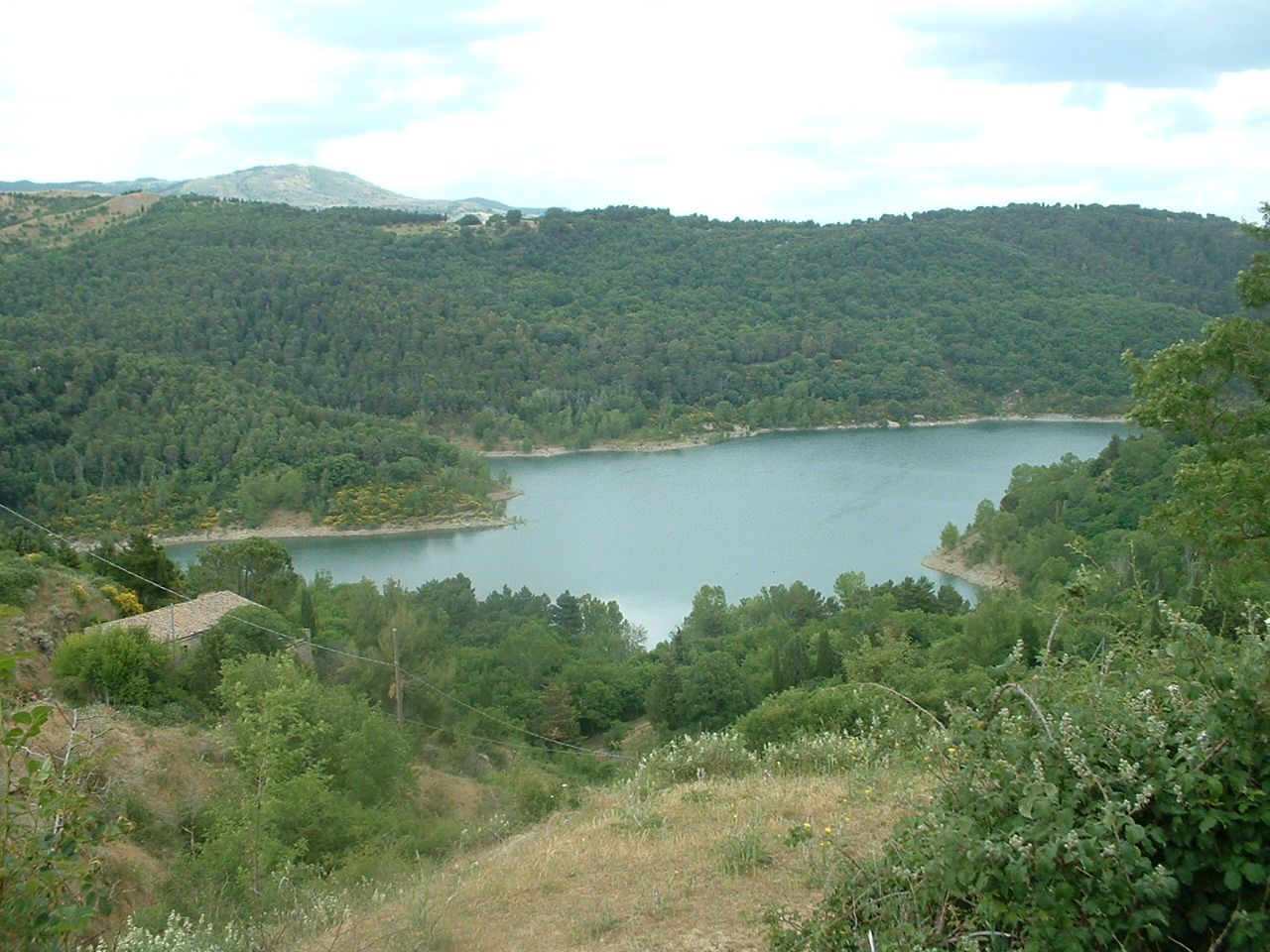
Diga Ancipa
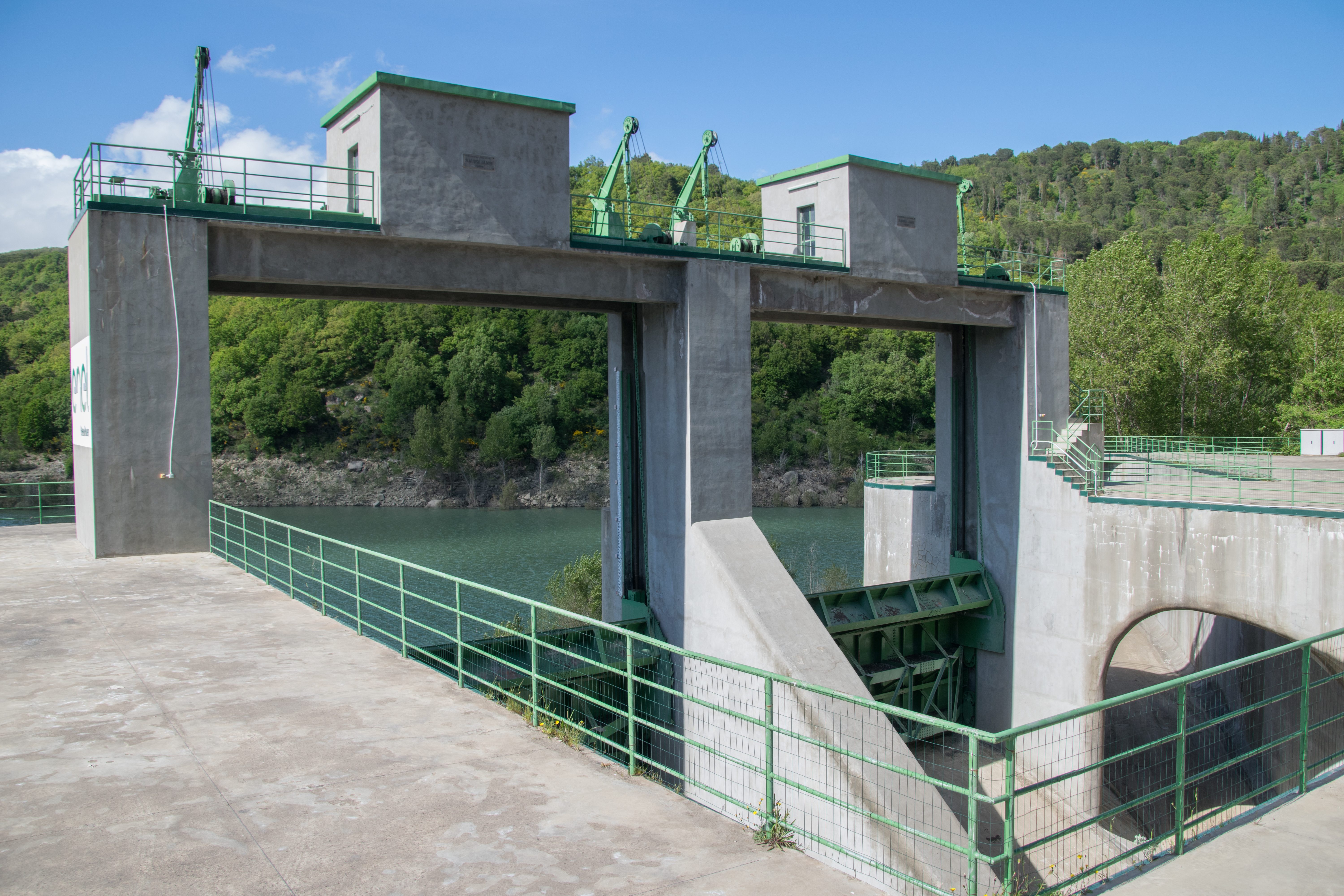
Diga Ancipa
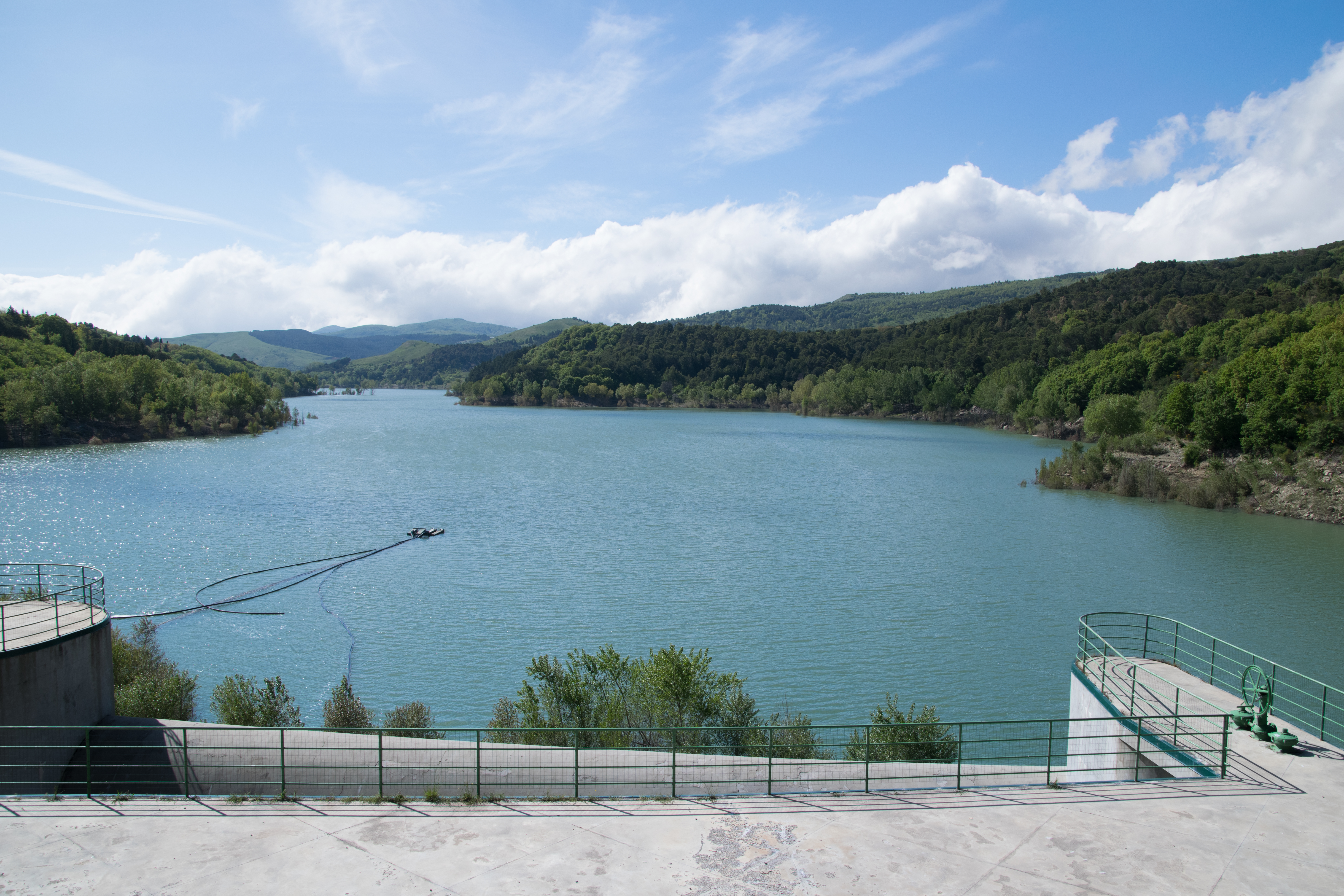
Diga e lago Ancipa
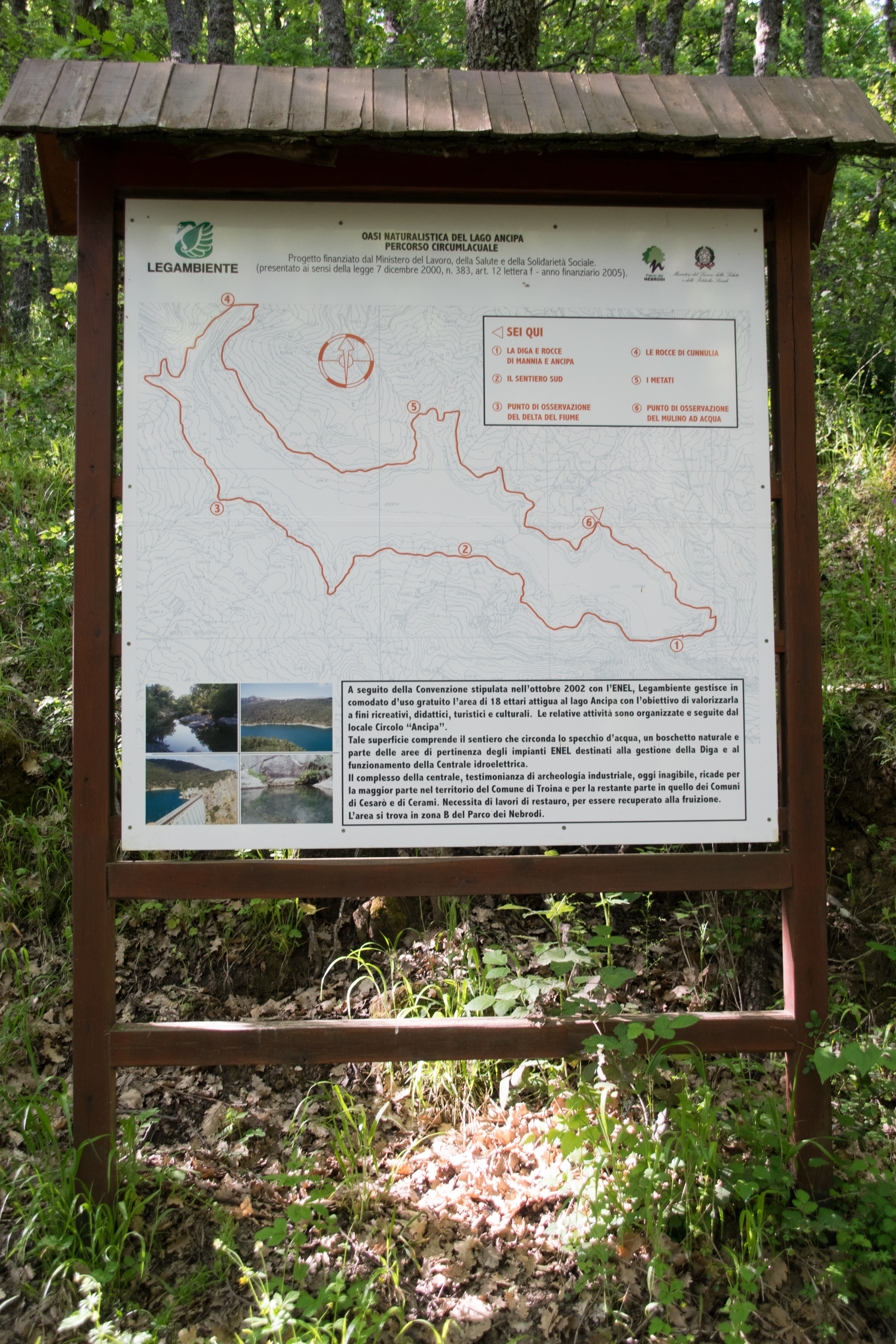
Parco del Lago di Ancipa